# دنیس الکساندر (بازیکن فوتبال)
دنیس الکساندر (انگلیسی: Dennis Alexander; ۱۹ فوریهٔ ۱۹۳۵ – ۱۱ نوامبر ۲۰۱۱) بازیکن فوتبال اهل بریتانیا بود.
از باشگاه‌هایی که در آن بازی کرده‌است می‌توان به باشگاه فوتبال ناتینگهام فارست، باشگاه فوتبال برایتون اند هوو آلبیون، باشگاه فوتبال لانگ ایتون یونایتد، و باشگاه فوتبال گیتزهد اشاره کرد.